# Xz (software)
xz è un programma e un formato di compressione dati senza perdita, il formato file .xz incorpora gli algoritmi di compressione dati LZMA/LZMA2.
Dal momento che condivide gli stessi formati di compressione, si può pensare xz come simile al programma 7-Zip conosciuto soprattutto su Windows.

## Implementazione
Un'implementazione del formato di file XZ è liberamente disponibile online come XZ Utils ed è concesso sotto i termini delle licenze GNU LGPL e GNU GPL.
A partire dalla 5.20, il programma da riga di comando xz supporta operazioni multi-thread le quali erano disponibili solo in un fork chiamato in precedenza pxz. La versione 1.22 di GNU tar supporta l'utilizzo di questo software per gestire in trasparenza i file xz.